# Nużeniec bydlęcy
Nużeniec bydlęcy (Demodex bovis) – pasożyt z rzędu roztoczy. 
Długość ciała 0,23-0,25 mm. W przedniej części ciała 4 pary krótkich nóg. Żywicielem jest bydło. Całkowity rozwój trwa ok. 3 tygodni. Do zapłodnienia dochodzi na powierzchni skóry późną wiosną lub latem. Po kopulacji samce giną. Bytuje w mieszkach włosowych i gruczołach łojowych. Spotykane również w węzłach chłonnych.